# Ted Danson
Pour les articles homonymes, voir Danson.
Edward Bridge Danson III, dit Ted Danson, est un acteur et producteur de cinéma américain, né le 29 décembre 1947 à San Diego.
Il est essentiellement connu à la télévision pour avoir joué dans un grand nombre de séries télévisées.
Il débute et se fait connaître dans les années 1980, en étant la vedette de la série Cheers (1982-1993). Pour son interprétation de Sam Malone, il obtient le Primetime Emmy Award du meilleur acteur dans une série télévisée comique à deux reprises (1990 et 1993), ainsi que le Golden Globe du meilleur acteur dans une série télévisée musicale ou comique, également à deux reprises (1989 et 1990). Par la suite, il s'installe durablement sur le petit écran : dans les années 1990, en jouant le docteur John Becker, héros de la sitcom Becker (1998-2004), puis, dans les années 2000, en jouant le rôle récurrent d'Arthur Frobisher dans l'acclamée série judiciaire et dramatique Damages (2007-2010).
Dans les années 2010, il confirme sa notoriété avec les séries Bored to Death (2009-2011), Les Experts (2011-2015) et Les Experts : Cyber (2015-2016). Puis, il incarne Michael, un architecte de l'au-delà, dans la série The Good Place (2016-2020), de Michael Schur. Le rôle lui vaut une victoire aux Critics' Choice Television Awards de 2018, dans la catégorie du meilleur acteur dans une série télévisée comique. Depuis le 10 novembre 1999, Danson est distingué par une étoile sur le Hollywood Walk of Fame.

## Biographie

### Jeunesse et formation
Originaire de la Californie, il grandit à Flagstaff, dans l'Arizona, où son père est archéologue avant de devenir directeur de musée. Lors de ses études à l'université Stanford, il s'intéresse au cinéma.
Il se fait transférer à l'université Carnegie-Mellon à Pittsburgh (Pennsylvanie) et en obtient un baccalauréat en beaux-arts en 1972. Il joue alors brièvement au théâtre à New York.

### Carrière

#### DeCheersàBecker: révélation et succès télévisuels
En 1978, il s'installe à Los Angeles et participe, dès lors, à de nombreuses séries télévisées installées et populaires telles que Madame Columbo, Magnum, Laverne and Shirley, etc.. Dans le même temps, il suit des cours à l'Actors Studio.
En 1979, il joue dans son premier long métrage avec Tueurs de flics. Un film d'Harold Becker notamment porté par John Savage et James Woods dans lequel Danson occupe un rôle secondaire. Au cinéma, malgré des seconds rôles chez Lawrence Kasdan (La Fièvre au corps (1981)) ou George A. Romero (Creepshow (1982)), il accède à la renommée grâce au rôle du tenancier Sam Malone dans la série télévisée Cheers. Diffusée entre 1982 et 1993, sur le réseau NBC, la série raconte la vie d'un bar de Boston, le Cheers.
Véritable succès critique et public, cette série vaut à Ted Danson une multitude de récompenses et propositions lors de cérémonies de remises de prix populaires. L'acteur occupe ce rôle pendant douze ans, ce qui lui vaut neuf nominations aux Primetime Emmy Awards ainsi que deux Golden Globe du meilleur acteur dans une série télévisée musicale ou comique et un American Comedy Awards.

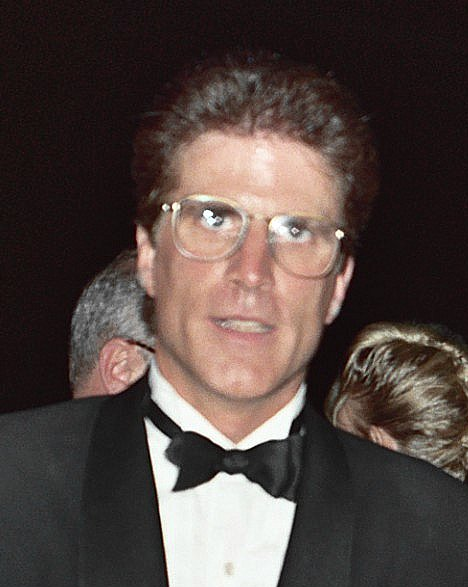
Danson lors de la 43e cérémonie des Primetime Emmy Awards, en 1991.

Il confirme cette notoriété au cinéma, grâce aux comédies familiales : Trois Hommes et un bébé (1987) et sa suite, Tels pères, telle fille (1990), mais aussi Mon père (1989) où il joue avec Jack Lemmon ainsi que Made in America (1993) avec Whoopi Goldberg, Rends la monnaie, papa (1994) avec Macaulay Culkin.
Se démarque également la mini-série Les Voyages de Gulliver dans laquelle il joue aux côtés de sa femme, Mary Steenburgen. Adaptée des Voyages de Gulliver de Jonathan Swift et produite par les studios Jim Henson Productions et Hallmark Entertainment, la série rencontre le succès dans le monde. La production remporte cinq Emmy Awards et lui permet d’évoluer aux côtés de nombreuses vedettes comme Peter O'Toole, Geraldine Chaplin, Isabelle Huppert et Kristin Scott Thomas.
En 1998, il s'illustre dans le drame Il faut sauver le soldat Ryan de Steven Spielberg. Autre succès d'envergure. Mais cette-année là, il fait surtout son retour, au premier plan, à la télévision, en décrochant le   premier rôle de la sitcom du réseau CBS, Becker. Diffusée entre 1998 et 2004, ce show suit les aventures d'un médecin new yorkais que tout agace : ses patients, ses collègues, ses amis, le monde qui l'entoure... Cependant derrière ce comportement bourru, se cache un homme idéaliste et vulnérable, très attentif aux autres. C'est un nouveau succès pour l'acteur qui est alors, une énième fois, proposé pour le Golden Globes du meilleur acteur dans une série télévisée.
Entretemps, il est honoré par la Chambre de commerce de Los Angeles, en recevant sa propre étoile sur le célèbre Walk of Fame (Hollywood), le 10 novembre 1999. Bien qu'il abandonne quelque peu le cinéma, il joue néanmoins dans le téléfilm de Stephen Gyllenhaal, Apparitions, diffusé en 2002, qui lui permet de repartager la vedette aux côtés de sa femme. L'arrêt de Becker lui permet cependant de faire son retour sur le grand écran.

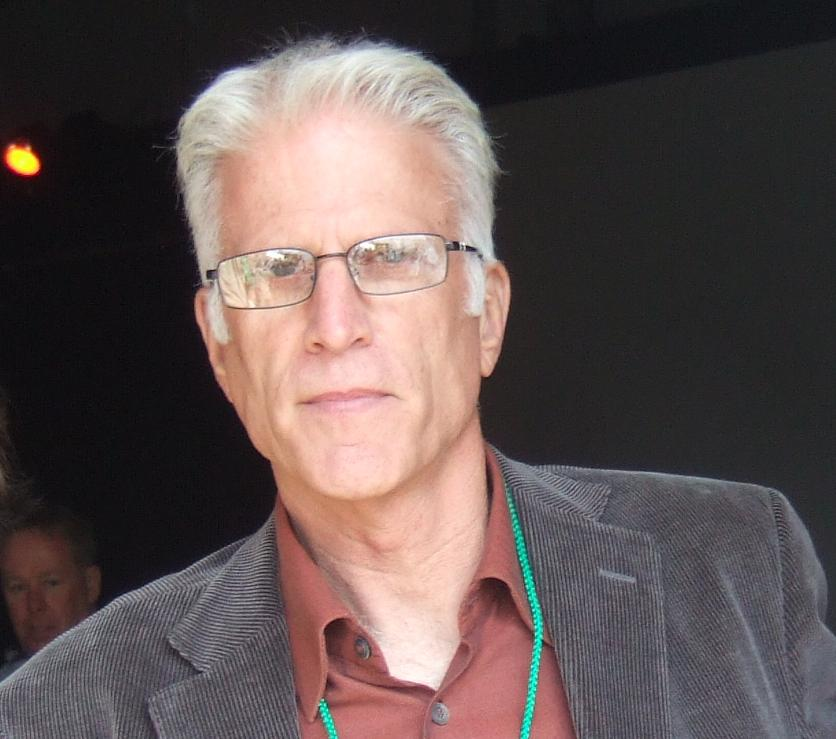
Danson, en 2008, au Public Service Enterprise Group.

En 2005, il est à l'affiche de la comédie The Amateurs avec Jeff Bridges, Tim Blake Nelson, William Fichtner et Joe Pantoliano. Le même année, il est le premier rôle de deux productions dramatiques destinées à la télévision : Ordre et Châtiment, le péché de nos pères réalisé par Dan Curtis et L'École des champions d'Allen Hughes.
En 2007, après l'échec de la série comique Help Me Help You dont il est la vedette principale, rapidement annulée par ABC, il accepte un second rôle dans la comédie dramatique Le Prix de la rançon de Randall Miller, évoluant aux côtés d'Alan Rickman, Bryan Greenberg et Shawn Hatosy.
En 2008, il se fait remarquer dans le rôle du mari de Diane Keaton dans la comédie Mad Money et joue dans la première réalisation de Jada Pinkett Smith, The Human Contract.

#### Rôles réguliers et confirmation
Entretemps, il occupe un rôle récurrent dans la série dramatique acclamée Damages aux côtés de Glenn Close. Son interprétation d'un homme d'affaires corrompu lui permet de renouer avec les hauteurs de la critique. 

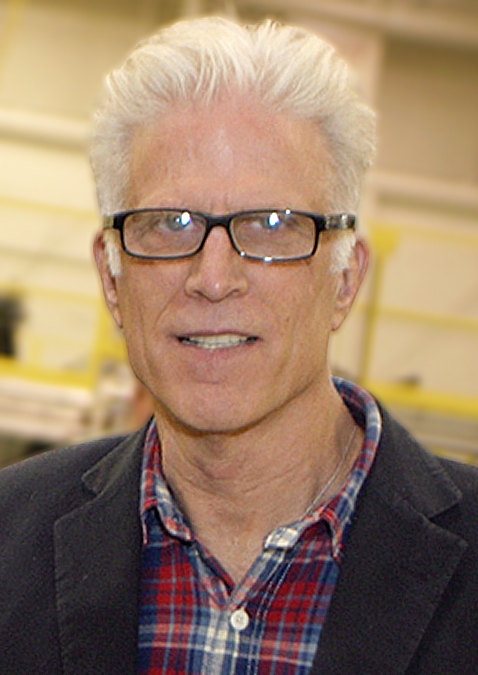
Photographié en 2010.

Entre 2009 et 2011, il joue dans la série HBO, Bored to Death aux côtés de Jason Schwartzman et Zach Galifianakis. Cette série raconte l'histoire d'un écrivain trentenaire, alcoolique et fumeur de marijuana, en panne d'inspiration et vivant à Brooklyn, qui va s'improviser détective privé à l'image des héros de Raymond Chandler en inscrivant une annonce sur internet, afin de stimuler son imagination. La série remporte un Primetime Emmy Awards.
De 2011 à 2015, il rejoint la série télévisée populaire Les Experts, dans laquelle il remplace Laurence Fishburne à partir du début de la douzième saison. Il y joue le rôle du patron des experts de Portland qui part s'installer à Las Vegas. Son personnage apparaît également dans un épisode des Experts : Manhattan avant de rejoindre la distribution principale des Experts : Cyber. Il s'agit de la 3e série dérivée des Experts.
Cependant, l'acteur ne reste que le temps de la saison 2. En effet, il quitte la série policière au profit d'une nouvelle comédie, The Good Place. Il s'agit d'une série comique et fantastique du créateur de Parks and Recreation. L'acteur en partage la vedette avec Kristen Bell. Diffusée sur le réseau NBC, aux États-Unis et sur la plateforme Netflix, en France, la série rencontre son public et séduit la critique. Par la suite, la distribution, l'humour et la narration humoristique ainsi que son côté rafraîchissant et les nombreux rebondissements sont salués,,. Ce retour dans un registre comique est salué et lui vaut le Critics' Choice Television Award du meilleur acteur dans une série télévisée comique.
En 2020, The Good Place est arrêtée à l'issue de la quatrième saison,.

### Vie privée

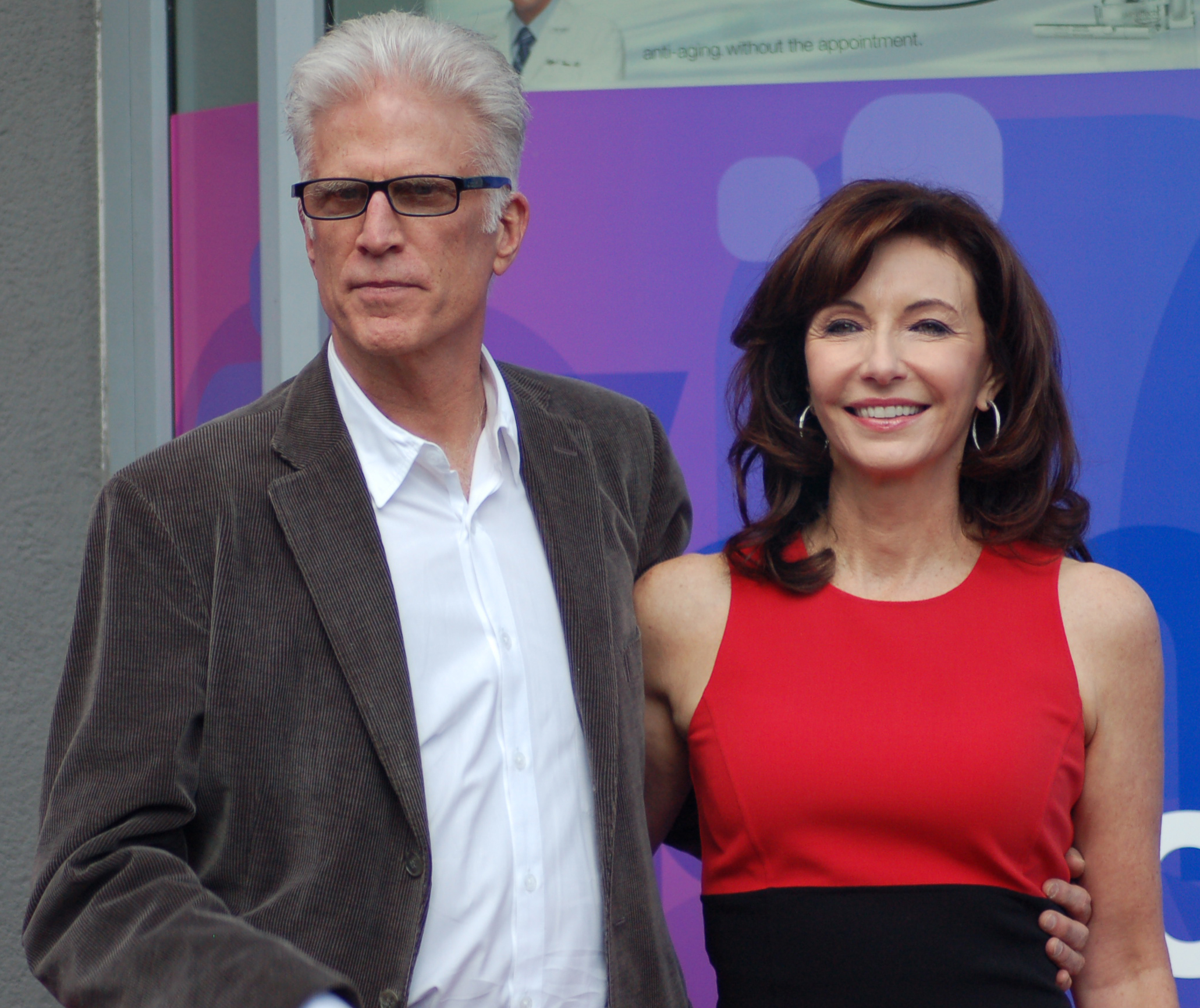
Danson et sa femme, l'actrice Mary Steenburgen, en 2009, lorsque celle-ci reçoit son étoile sur le Walk of Fame à Hollywood.

Entre 1970 et 1977, il est marié avec Randy Danson. En secondes noces, il épouse Cassandra Coates, le 30 juillet 1977. Le couple donne naissance à une fille, Kate, le 24 décembre 1979, puis, ils adoptent Alexis. Il a ensuite entretenu une brève idylle avec l'actrice Whoopi Goldberg, ce qui entraînera la fin de son second mariage, dont le divorce a été prononcé en 1993.
Le 7 octobre 1995, Ted Danson se marie avec l'actrice Mary Steenburgen, après leur rencontre lors du tournage du film Pontiac Moon (en) (1994). Ils sont proches de la famille de Bill Clinton, qui assiste à leur mariage ; ils font notamment un discours à la Convention nationale démocrate de 2016 et plusieurs donations à des candidats nommés par le parti.
Depuis la création de l'ONG environnementale Oceana en 2001, Danson est membre de son conseil d'administration.

## Théâtre
Sauf indication contraire ou complémentaire, les informations mentionnées dans cette section proviennent de la base de données IBDb.
- 1973 : Status Quo Vadis : Paul Regents III
- 1976-1977 : Comedians : rôle inconnu

## Filmographie

### Cinéma

#### Films
- 1979 : Tueurs de flics de Harold Becker : Ian James Campbell
- 1981 : La Fièvre au corps de Lawrence Kasdan : Peter Lowenstein
- 1982 : Creepshow de George A. Romero : Harry Wentworth
- 1985 : Little Treasure d'Alan Sharp : Eugene Wilson
- 1986 : Just Between Friends de Allan Burns : Chip Davis
- 1986 : Un sacré bordel ! de Blake Edwards : Spence Holden
- 1987 : Trois Hommes et un bébé de Leonard Nimoy : Jack Holden
- 1988 : La Vie en plus de John Hughes : lui-même (non crédité)
- 1989 : Cousins de Joel Schumacher : Larry Kozinski
- 1989 : Mon père (Dad) de Gary David Goldberg : John Tremont
- 1990 : Tels pères, telle fille de Emile Ardolino : Jack Holden
- 1993 : Made in America de Richard Benjamin : Halbert Jackson
- 1994 : Rend la monnaie, papa de Howard Deutch : Raymond 'Ray' Gleason
- 1994 : Pontiac Moon de Peter Medak : Washington Bellamy
- 1996 : Loch Ness de John Henderson : Dr Jonathan Dempsey
- 1998 : Jerry and Tom de Saul Rubinek : L'homme qui regarde Vicki
- 1998 : L'Héritage de Malcolm (Homegrown) de Stephen Gyllenhaal : Gianni Saletzzo
- 1998 : Il faut sauver le soldat Ryan de Steven Spielberg : Captain Fred Hamill
- 1999 : Mumford de Lawrence Kasdan : Jeremy Brockett
- 2002 : Mrs. Pilgrim Goes to Hollywood de Nick Rogers : Ted
- 2004 : Fronterz de Courtney G. Jones : ?
- 2005 : The Amateurs de Michael Traeger : Moose
- 2007 : Le Prix de la rançon de Randall Miller : Harvey Parrish
- 2008 : Mad Money de Callie Khouri : Don Cardigan
- 2008 : The Human Contract de Jada Pinkett Smith : E.J Winters
- 2009 : The Open Road de Michael Meredith (en) : le coach
- 2011 : Jock of the Bushveld de Duncan MacNeillie : Pezulu (voix)
- 2012 : Miracle en Alaska de Ken Kwapis : McGraw
- 2012 : Ted de Seth MacFarlane : lui-même (non crédité)
- 2014 : The One I Love de Charlie McDowell : le thérapeute
- 2018 : Hearts Beat Loud de Brett Haley : Dave

#### Courts métrages
- 2006 : Bye Bye Benjamin de Charlie McDowell : Bill
- 2011 : Beastie Boys: Fight for Your Right Revisited de Adam Yauch : Maitre D'
- 2011 : Beastie Boys: Make Some Noise de Adam Yauch : Maitre D'
- 2017 : The Wrights de Michael Steger : Phil

### Télévision

#### Téléfilms
- 1980 : Une femme libérée (The Women's Room) de Glenn Jordan : Norman
- 1980 : Il était une fois un espion (Once Upon a Spy) de Ivan Nagy : Jack Chenault
- 1981 : Dear Teacher de Herbert Kenwith : Steve Goodwin
- 1981 : L'Impitoyable Organisation de Robert L. Collins : Gep
- 1983 : Cowboy de Jerry Jameson : Dale Weeks
- 1983 : Allison Sydney Harrison de Richard Crenna : David Harrison, le père d'Allyson
- 1984 : Something About Amelia de Randa Haines : Steven Bennett
- 1986 : When the Bough Breaks de Waris Hussein : Alex
- 1987 : We Are the Children de Robert M. Young : Duffy Lynch
- 1988 : Mickey's 60th Birthday de Scott Garen : Sam Malone
- 1990 : The Earth Day Special de Dwight Hemion, James Burrows, Gerry Cohen, Ted Haimes, Jim Henson, Terry Hughes, Terry Lennon, Jay Sandrich, Dick Schneider et Dave Wilson : Sam Malone
- 1998 : Thanks of a Grateful Nation de Rod Holcomb : Jim Tuite
- 2002 : Apparitions de Stephen Gyllenhaal : James Van Praagh[18]
- 2004 : Un amour dans la tourmente de Steven Schachter : George Gazelle
- 2005 : Our Fathers de Dan Curtis : Mitchell Garabedian
- 2005 : L'École des champions de Allen Hughes : Richard
- 2009 : The Magic 7 de Roger Holzberg : le père de Sean (voix uniquement)

#### Séries télévisées
- 1975-1976 : Somerset : Tom Conway #2
- 1975-1977 : The Doctors : Dr Chuck Weldon / Mitch Pierson (9 épisodes)
- 1979 : Spider-Man défie le Dragon (Spider-Man: The Dragon's Challenge) : Major Collings (2 épisodes)
- 1979 : Madame Columbo : Richard Dellinger (1 épisode)
- 1979 : Trapper John, M.D. : Homme injurieux (1 épisode)
- 1979 : Terreur à bord : Assistant To Dr Clemens (1 épisode)
- 1979 : B.J. and the Bear : Tom Spencer (1 épisode)
- 1980 : Laverne and Shirley : Randy Carpenter (1 épisode)
- 1980 : Family : David Bartels (1 épisode)
- 1981 : Benson : Dan Slater (2 épisodes)
- 1981 : Magnum : Stewart Crane (saison 1, épisode 15)
- 1982-1993 : Cheers : Sam Malone (rôle principal - 270 épisodes)
- 1982 : Taxi : Vincenzo Senaca (1 épisode)
- 1982 : Tucker's Witch : Danny Kirkwood (1 épisode)
- 1994 : Les Simpson : Sam Malone (voix, 1 épisode)
- 1995 : Frasier : Sam Malone (1 épisode)
- 1996-1997 : À la une : Mike Logan (rôle principal - 22 épisodes)
- 1996 : Les Voyages de Gulliver : Lemuel Gulliver (mini-série, 2 épisodes)
- 1997 : Pearl : Sal (1 épisode)
- 1998-2004 : Becker : Dr John Becker (rôle principal - 129 épisodes)
- 1998 : Les Dessous de Veronica : Nick Vanover (1 épisode)
- 1999 : Diagnostic : Meurtre : lui-même (1 épisode)
- 2000-2020 :  Larry et son nombril : lui-même (voix, 26 épisodes)
- 2000 : Grosse Pointe : Jack (1 épisode)
- 2003 : Gary the Rat : Terry McMillian (voix, 1 épisode)
- 2006-2007 : Help Me Help You : Dr Bill Hoffman (rôle principal - 14 épisodes)
- 2006 : Heist : Tom (2 épisodes)
- 2007-2010 : Damages : Arthur Frobisher (rôle récurrent - 23 épisodes)
- 2008 : Les Rois du Texas : Tom Hammond (voix, 1 épisode)
- 2009-2011 : Bored to Death : George Christopher (rôle principal - 24 épisodes)
- 2010 : Tim and Eric Awesome Show, Great Job! : Petit Danson Man (1 épisode)
- 2011-2016 : Franchise Les Experts (CSI: Crime Scene Investigation) : Diebenkorn B. Russell (103 épisodes)
- 2015, 2018-2019 : American Dad! : Dr Ray Petit (voix, 3 épisodes)
- 2015 : Fargo : le shérif Hank Larsson (saison 2, 10 épisodes)
- 2016-2020 : The Good Place : Michael (50 épisodes)
- 2018 : An Emmy for Megan : lui-même (1 épisode)
- 2019 : The Orville : Admiral Perry (saison 2, 3 épisodes)
- 2021 : Mr. Mayor : Neil Breime (19 épisodes)
- depuis 2024 : Espion à l'ancienne (A Man on the Inside) : Charles (8 épisodes - en cours)

### Comme producteur
- 1986 : When the Bough Breaks de Waris Hussein (téléfilm)
- 1990 : Down Home (série télévisée, 1 épisode)
- 1992 : Yesterday Today (pilote non retenu par Paramount Television)
- 1994 : Pontiac Moon de Peter Medak (film)
- 1996 - 1997 : À la une (série télévisée, 22 épisodes)
- 2006 : Bye Bye Benjamin de Charlie McDowell (court métrage)
- 2008 : The Evening Journey de Ye'ela Rosenfeld (court métrage)
- 2020 : Best Summer Ever de Michael Parks Randa et Lauren Smitelli (long métrage)

## Distinctions

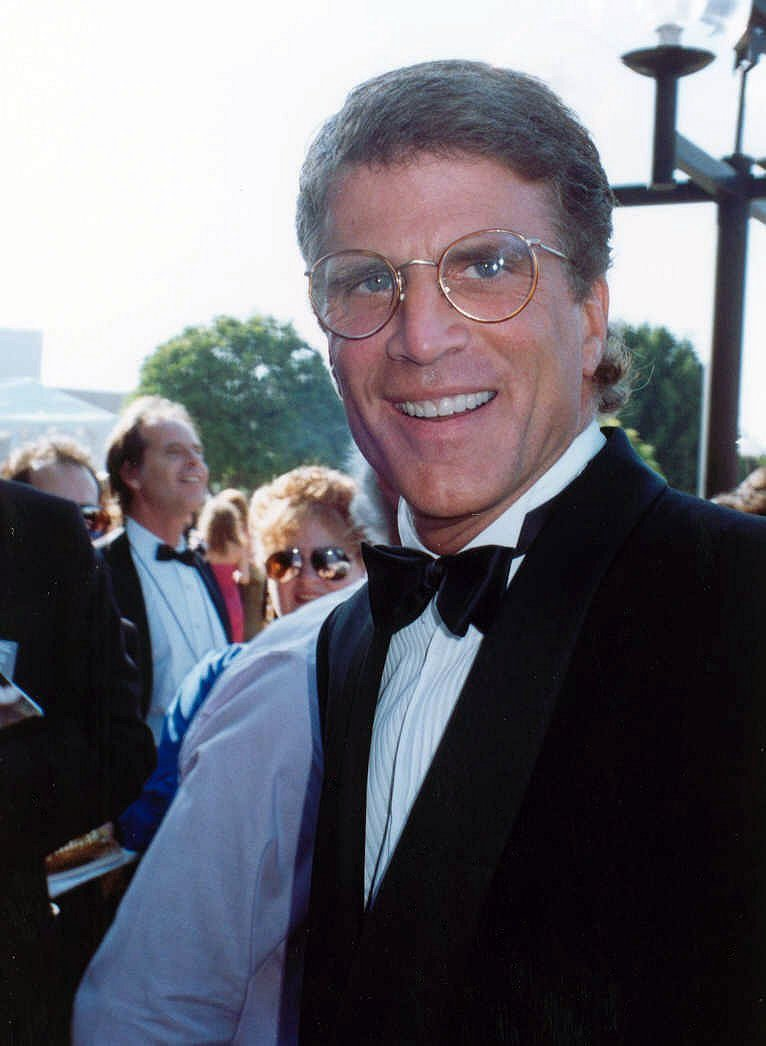
Danson, récompensé par le prix du meilleur acteur dans une série télévisée comique pour son rôle dans Cheers, lors de la cérémonie des Primetime Emmy Awards de 1990.

Note : Cette section récapitule les principales récompenses et nominations obtenues par Ted Danson. Pour une liste plus complète, se référer à la base de données IMDb.

### Récompenses
- Golden Globes 1985 : meilleur acteur dans une mini-série ou un téléfilm pour Something About Amelia
- Golden Globes 1990 : meilleur acteur dans une série télévisée musicale ou comique pour Cheers
- Primetime Emmy Awards 1990 : Meilleur acteur dans une série télévisée comique pour Cheers
- 1991 : American Comedy Awards du meilleur acteur dans une série télévisée comique pour Cheers
- Golden Globes 1991 : meilleur acteur dans une série télévisée musicale ou comique pour Cheers
- Primetime Emmy Awards 1993 : Meilleur acteur dans une série télévisée comique pour Cheers
- Critics' Choice Television Awards 2018 : meilleur acteur dans une série télévisée comique pour The Good Place

### Nominations
- Primetime Emmy Awards 1983 : meilleur acteur dans une série télévisée comique pour Cheers
- Golden Globes 1984 : meilleur acteur dans une série télévisée musicale ou comique pour Cheers
- Primetime Emmy Awards 1984 : 
  - meilleur acteur dans une série télévisée comique pour Cheers
  - meilleur acteur dans une mini-série ou un téléfilm pour Something About Amelia
- Golden Globes 1985 : meilleur acteur dans une série télévisée musicale ou comique pour Cheers
- People's Choice Awards 1985 : acteur de télévision préféré
- Primetime Emmy Awards 1985 : meilleur acteur dans une série télévisée comique pour Cheers
- Primetime Emmy Awards 1986 : meilleur acteur dans une série télévisée comique pour Cheers
- Golden Globes 1987 : meilleur acteur dans une série télévisée musicale ou comique pour Cheers
- Primetime Emmy Awards 1987 : meilleur acteur dans une série télévisée comique pour Cheers
- People's Choice Awards 1988 : acteur de télévision préféré
- Primetime Emmy Awards 1988 : meilleur acteur dans une série télévisée comique pour Cheers
- American Comedy Awards 1989 : meilleur acteur dans une série télévisée comique pour Cheers
- Golden Globes 1989 : meilleur acteur dans une série télévisée musicale ou comique pour Cheers
- People's Choice Awards 1989 : acteur de télévision préféré
- Primetime Emmy Awards 1989 : meilleur acteur dans une série télévisée comique pour Cheers
- American Comedy Awards 1990 :
  - meilleur acteur dans une série télévisée comique pour Cheers
  - meilleur acteur dans un second rôle pour Mon père
- People's Choice Awards 1990 : acteur de télévision préféré
- People's Choice Awards 1991 : acteur de télévision préféré
- Primetime Emmy Awards 1991 : meilleur acteur dans une série télévisée comique pour Cheers
- Golden Globes 1992 : meilleur acteur dans une série télévisée musicale ou comique pour Cheers
- People's Choice Awards 1992 : acteur de télévision préféré
- Primetime Emmy Awards 1992 : meilleur acteur dans une série télévisée comique pour Cheers
- American Television Awards 1993 : meilleur acteur dans une série télévisée comique pour Cheers
- Golden Globes 1993 : meilleur acteur dans une série télévisée musicale ou comique pour Cheers
- People's Choice Awards 1993 : acteur de télévision préféré
- Satellite Awards 1997 : meilleur acteur dans une mini-série ou un téléfilm pour Les voyages de Gulliver
- Satellite Awards 2000 : meilleur acteur dans une série télévisée musicale ou comique pour Beckers
- Golden Globes 2001 : meilleur acteur dans une série télévisée musicale ou comique pour Beckers
- Satellite Awards 2003 : meilleur acteur dans une mini-série ou un téléfilm pour Apparitions
- Satellite Awards 2005 : meilleur acteur dans une mini-série ou un téléfilm pour Ordre et châtiment, le péché de nos pères
- Satellite Awards 2006 : meilleur acteur dans une série télévisée musicale ou comique pour Help Me Help You
- Screen Actors Guild Awards 2006 : meilleur acteur dans une mini-série ou un téléfilm pour Les cavaliers du sud du Bronx
- Golden Globes 2008 : meilleur acteur dans un second rôle dans une série, une mini-série ou un téléfilm pour Damages
- Primetime Emmy Awards 2008 : meilleur acteur dans un second rôle dans une série télévisée dramatique pour Damages
- Primetime Emmy Awards 2009 : meilleur acteur invité dans une série télévisée dramatique pour Damages
- Primetime Emmy Awards 2010 : meilleur acteur invité dans une série télévisée dramatique pour Damages
- Critics' Choice Television Awards 2018 : meilleur acteur dans une série télévisée comique pour The Good Place
- Primetime Emmy Awards 2018 : meilleur acteur dans une série télévisée musicale ou comique pour The Good Place
- Satellite Awards 2019 : meilleur acteur dans une série télévisée musicale ou comique pour The Good Place
- Screen Actors Guild Awards 2018 : meilleure distribution pour une série télévisée comique pour Larry et son nombril
- Television Critics Association Awards 2018 : meilleur acteur dans une série télévisée comique pour The Good Place
- Critics' Choice Television Awards 2019 : meilleur acteur dans une série télévisée comique pour The Good Place
- Gold Derby Awards 2019 : meilleur acteur dans une série télévisée comique pour The Good Place
- Critics' Choice Television Awards 2020 : meilleur acteur dans une série télévisée comique pour The Good Place
- Golden Globes 2025 : Meilleur acteur dans une série télévisée musicale ou comique pour Espion à l'ancienne

## Voix francophones
En version française, Ted Danson est d'abord doublé par Bernard Murat dans Tueurs de flics, Jean Roche dans La Fièvre au corps, François Leccia dans Creepshow, Jean-Michel Dhermay dans Cheers et Daniel Beretta dans Cousins. Jacques Frantz le double notamment entre 1987 et 1994 dans Trois Hommes et un bébé, Tels pères, telle fille et Rends la monnaie, papa, ainsi qu'en 2004 dans Un amour dans la tourmente.
De 1993 à 2011, Gérard Rinaldi est sa voix régulière. Il le double dans Frasier, Made in America, Les Voyages de Gulliver, Becker, Apparitions, Docteur Hoffman, Damages et Bored to Death. En parallèle, il est notamment doublé par Lionel Henry entre 1996 et 1997 dans À la une, par Robert Guilmard en 1998 dans Il faut sauver le soldat Ryan ainsi que par Philippe Dumond à partir de sa deuxième apparition en 2002 dans la série Larry et son nombril.
Après la mort de Rinaldi survenue en 2012, Ted Danson est dans un premier temps doublé par Guy Chapellier dans les douzième et treizième saisons de la série Les Experts, puis dans Les Experts : Manhattan et Fargo. Ainsi, à partir de la quatorzième saison de Les Experts, Jean-Louis Faure lui succède après l'avoir déjà doublé en 2005 dans  L'École des champions. Par la suite, il le double dans les séries Les Experts : Cyber et The Good Place, avant de mourir le 27 mars 2022,. En parallèle, il est également doublé par Philippe Résimont en 2012 dans Miracle en Alaska et par Hervé Jolly dans The Orville en 2019.